# Каменик (Грчка)
Каменик (грч. Πετρία, Петрија) је насељено место у општини Вртикоп у периферији Средишња Македонија, Грчка. Према попису из 2021. године било је 715 становника.
Према бугарском географу и историчару, Василу Канчову, у Каменику је 1900. године живело 220 Словена хришћана. Године 1924. насељено је 89 грчких избегличких породица, укупно 396 особа. На попису из 1940. године Каменик је имао 722 становника, од чега 290 Словена а остали су Грци.